# Olympische Jugend-Sommerspiele 2018/Teilnehmer (Simbabwe)
| Gelbes Symbol für Goldmedaillen mit stilisierten Olympischen Ringen | Graues Symbol für Silbermedaillen mit stilisierten Olympischen Ringen | Braundes Symbol für Bronzemedaillen mit stilisierten Olympischen Ringen |
| ------------------------------------------------------------------- | --------------------------------------------------------------------- | ----------------------------------------------------------------------- |
| —                                                                   | —                                                                     | —                                                                       |

Die Jugend-Olympiamannschaft aus Simbabwe für die III. Olympischen Jugend-Sommerspiele vom 6. bis 18. Oktober 2018 in Buenos Aires (Argentinien) bestand aus 15 Athleten.

## Athleten nach Sportarten

### Hockey
Mädchen
- 10. Platz
- Munashe Dangare
- Simone Herbst
- Taya Trivella
- Lilian Pope
- Gugulethu Sithole
- Alexei Terblanche
- Mercedes Beekes
- Natalie Terblanche
- Adrienne Berkhout

### Judo
Mädchen
- Christi Pretorius
Klasse bis 78 kg: 9. Platz
Mixed: Silber  (im Team Athen)

### Leichtathletik
Mädchen
- Privillege Chikara
1500 m: 14. Platz

### Reiten
- Brianagh Clark
Springen Einzel: 18. Platz
Springen Mannschaft: Bronze  (im Team Afrika)

### Rudern
| Mädchen - Lorryn Bass Einer: 21. Platz | Jungen - David Maonga Einer: 21. Platz |

### Schwimmen
Jungen
- Liam Davis
200 m Brust: 20. Platz